# Ozarba subdentula
Ozarba subdentula là một loài bướm đêm trong họ Noctuidae.